# Mareile Seeber-Tegethoff
Mareile Seeber-Tegethoff  (* 13. August 1970) ist eine deutsche Ethnologin, Biografin und Autorin.

## Leben
Mareile Seeber-Tegethoff, Tochter von Gisela und Günter Seeber, studierte 1990–1996 Völkerkunde, Religionswissenschaft und Europäische Ethnologie in Marburg und in Recife, Brasilien, wo sie über die Igreja Universal do Reino de Deus sowie über Afrobrasilianische Religionen forschte.
In ihrer Promotion (1996–2004) bei Mark Münzel setzte sie sich intensiv mit den Lebensgeschichten von brasilianischen Wissenschaftlern und Religionsanhängern auseinander, wobei sie insbesondere die Verflechtungen zwischen den beiden scheinbar getrennten Welten Religion und Wissenschaft beleuchtete. Die Grundlage dafür war ihre Feldforschung in Brasilien in den Jahren 1999–2000, die durch ein DAAD-Doktorandenstipendium gefördert wurde.
2004 gründete Mareile Seeber-Tegethoff in Braunschweig die Biografiewerkstatt "Worte & Leben", in der sie persönliche Lebenserinnerungen anderer Menschen in individuell gestalteten Büchern festhält.
Seit 2017 umfasst "Worte & Leben" auch einen kleinen Verlag, in dem vor allem  (auto-)biografische Werke erscheinen.